# Joseph Boakai
Joseph Nyumah Boakai (Distrito de Foya, 30 de novembro de 1944) é um político liberiano e atual Presidente da Libéria desde 22 de janeiro de 2024. Serviu anteriormente como 29.º vice-presidente da Libéria de 2006 a 2018, sob o governo da presidente Ellen Johnson Sirleaf. Anteriormente, atuou como Ministro da Agricultura de 1983 a 1985. Boakai concorreu à presidência em 2017, mas perdeu a eleição para George Weah.

## Carreira política
Boakai passou a trabalhar no setor público e privado. Ele trabalhou como gerente residente (1973-1980) e diretor administrativo (1980-1982) para a Liberia Produce Marketing Corporation (LPMC). De 1983 a 1985, ele serviu como Ministro da Agricultura sob o presidente Samuel Doe. Enquanto Ministro da Agricultura, Boakai presidiu a Associação de Desenvolvimento do Arroz da África Ocidental de 15 nações. Em 1992, foi diretor administrativo da Liberia Petroleum Refinery Company (LPRC). Mais tarde, trabalhou como consultor do Banco Mundial em Washington, e também fundou uma empresa de equipamentos agrícolas e consultoria. Ele atuou como presidente do conselho da Liberia Wood Management Corporation e da Liberia Petroleum Refining Company. Anunciou sua intenção de concorrer à presidência da Libéria, que estava agendada para 10 de outubro de 2017.
Durante o primeiro turno das eleições de 2017, onde nenhum dos candidatos que disputaram conseguiu obter 50% + 1 votos para se tornar o próximo presidente do país, a presidente Ellen Johnson Sirleaf afirmou em várias ocasiões que estava apoiando seu vice-presidente.
Após o primeiro turno, ela disse abertamente que não apoia nenhum dos dois candidatos que chegaram ao segundo turno. Mas ela foi vista em 21 de dezembro de 2017 com George Weah em uma cerimônia de inauguração de uma estrada que leva à casa de seu rival, o vice-presidente Joseph N. Boakai. Isso foi duramente recebido por alguns membros do Partido da Unidade no poder, que consideraram a ação do presidente como uma campanha para Weah. Depois que as fotos inundaram as redes sociais, o presidente Sirleaf esclareceu no mesmo dia: "Eu disse à UA que não estou apoiando o senador Weah nem o vice-presidente Boakai, embora seja meu direito apoiar qualquer um deles no segundo turno. Eu nunca soube o protocolo do programa até chegar ao programa. Quando cheguei lá, vi a senadora Jewel Howard Taylor e o senador Weah, não pude dizer aos dois senadores para saírem porque ambos são senadores em exercício. Foi a senadora Jewel Howard Taylor que deu a pá ao senador Weah, momento em que minha cabeça estava inclinada. Então foi difícil para mim identificar a pessoa que segurava a pá. Mas lamento que o vice-presidente não estivesse lá, esse é o caminho dele e ele precisava estar aqui".
Boakai foi derrotado pela antiga lenda do futebol, George M. Weah, no segundo turno das eleições presidenciais e de representantes de 2017, mas mesmo assim fez uma visita de agradecimento ao seu condado, Lofa.
Durante sua visita, ele falou de seu apreço por seu povo e os exortou a trabalhar com o novo governo. Boakai disse: "O propósito da minha visita aqui é agradecer ao meu povo por mostrar o alto nível de amor e dedicação... garantindo que fomos bem-sucedidos no processo, porque eles fizeram o que se comprometeram a fazer votando em seus números." A eleição terminou, disse ele, e há um novo governo que continuará o trabalho de onde o governo liderado pelo Partido da Unidade vai parar. "Peço que todos nos unamos em torno dessa nova gestão para trazer os desdobramentos desejados que todos queremos. Todos devemos saber que a Libéria ganhou, por isso apoiemos uns aos outros."

Em 17 de novembro de 2023, ele foi declarado presidente ao derrotar o incumbente George Weah.

## Ligação externa
Media relacionados com Joseph Boakai no Wikimedia Commons